# Antemio (prefecto del pretorio)
Flavio Antemio (400-414) fue un oficial de alto rango del Imperio Romano. Es notable como Prefecto del Pretorio de Oriente y regente efectivo del Imperio Romano de Oriente durante fines del reinado de Arcadio y los primeros años de Teodosio II, durante los cuales supervisó la construcción del primer conjunto de las famosas Murallas de Teodosio.

## Vida
Antemio era nieto de Flavio Filipo, Prefecto del Pretorio de Oriente en 346. Comenzó su ascenso durante el reinado de Arcadio, cuando fue nombrado Comes sacrarum largitionum (Conde de la Sagrada Dádiva) alrededor o en 400 y más tarde Magíster officiorum ("Maestro de las oficinas") en 404. Ocupó la última posición durante los disturbios que siguieron a la deposición final de Juan Crisóstomo del patriarcado (Pascua de 404). Los enemigos de Juan le exigieron tropas para dispersar a la multitud. Al principio se negó, pero luego cedió, declarando que ellos eran responsables de las consecuencias.
En 405 fue nombrado Cónsul para el Imperio Romano de Oriente (con Estilicón como colega del Imperio de Occidente) y después de la muerte de la Augusta Eudoxia sucedió a Eutychianus en el mismo año como Prefecto del Pretorio de Oriente, convirtiéndose así en el segundo hombre más poderoso en el Imperio Oriental después del Emperador mismo. El 28 de abril de 406, fue elevado al rango de Patricio. La estima en que fue sostenido se puede ver en la carta de felicitación de Crisóstomo a él sobre su nombramiento en la prefectura pretoriana, diciendo que "la oficina fue más honrada por su mandato que él por la oficina". Durante los años restantes del reinado de Arcadio, dirigió los asuntos del Imperio, continuó la política anti-germana de su predecesor y trató de mantener la autonomía e integridad del Imperio de Oriente. Esto lo puso en conflicto con el todopoderoso Estilicón, que deseaba recuperar la Prefectura de Illiria y subordinar el Imperio de Oriente a Occidente. Al mismo tiempo, Antemio tuvo que lidiar con la presencia de Alarico I y su pueblo en Iliria, y la continua insurgencia de los isáurios, que estaban devastando las provincias del sur de Asia Menor. Además, Antemio aprobó una serie de nuevas leyes contra el paganismo, el judaísmo y la herejía.
Cuando Arcadio murió en 408, su hijo y sucesor, Teodosio II, era un niño de siete años. Antemio asumió la regencia y mostró un talento notable. Inició un nuevo tratado de paz con la Persia sasánida y, gracias también a la muerte de Estilicón, pudo restablecer la armonía en las relaciones de las cortes imperiales de Constantinopla y Rávena. Él fortaleció la flota del Danubio, que protegía las provincias de Moesia y Escitia, después del exitoso rechazo de una invasión en 409 por el rey huno Uldin.
Además, reguló con éxito el suministro de granos de Constantinopla, que provenía principalmente de Egipto y estaba bajo la autoridad del Prefecto Urbano. En el pasado, la escasez ocurrió debido a la falta de barcos disponibles, lo que resultaba en hambrunas, la más reciente en 408. En 409, por lo tanto, Antemio reorganizó el transporte de granos y otorgó impuestos a los transportistas, tomó medidas para obtener grano de otros lugares, y creó un fondo de emergencia para la adquisición y distribución de maíz a los ciudadanos. También tomó medidas para asegurar la recaudación regular de impuestos (409), pero en 414, también dio una notificación fiscal de todos los atrasos para los años 368-407.
La única obra de Antemio que aún se mantiene en pie es la pared principal de las Murallas de Teodosio. A principios del siglo V, Constantinopla había comenzado a superar los límites establecidos por Constantino el Grande, por lo que Antemio inició la construcción de un nuevo muro, a unos 1.500 m al oeste del antiguo, que se extendía por 6.5 kilómetros entre el Mar de Mármara y el suburbio de Blanquerna cerca del Cuerno de Oro. La pared se terminó en 413 y casi duplicó el tamaño de la ciudad, una hazaña por la que Bury lo llamó "en cierto sentido, el segundo fundador de Constantinopla".
En 414, Antemio repentinamente desapareció de la escena, y la regencia fue asumida por la Augusta Pulqueria, mientras que la prefectura fue asumida por Monaxius. Su destino es desconocido, pero a través del matrimonio de su hija con el magíster militum Procopio, se convirtió en abuelo del posterior emperador occidental Antemio. También fue el padre de Antemio Isidoro, cónsul en 436.